# Мармашен
Мармаше́н (арм. Մարմաշեն) — монастырь в Армении, в марзе Ширакской области. Расположен в 10 км к северо-западу от города Гюмри в селе Ваграмаберд. Построен в X—XIII веках в гаваре Ширак провинции Айрарат.

## Исторический очерк
Мармашенский монастырь состоит из трёх культовых сооружений. Главный храм расположен в центре подворья и является крупнейшей постройкой, построен князем Ваграм Пахлавуни в 988—1029 годах. Храм возведён из красного туфа и представляет собой купольный зал. Фасад — крестообразной формы, украшенный арочными нишами и узкими окнами. Зонтичный купол установлен на граненом барабане. Большая церковь украшена пластическим декором: аркатурой и пучковыми колоннами и отличается вертикальной устремлённостью архитектурных объёмов.
К югу от основных построек монастыря стоит небольшая крестово-купольная церковь XI века с 4 приделами. Западнее — руины четырёхстолпного гавита XIII века, четырёхапсидного круглого храма и усыпальницы.
Во время сельджукских нашествии Мармашен значительно пострадал. В 1225 году в церкви были проведены восстановительные работы внуками Ваграма Пахлавуни Григором архиепископом и Гарибом.

## Галерея

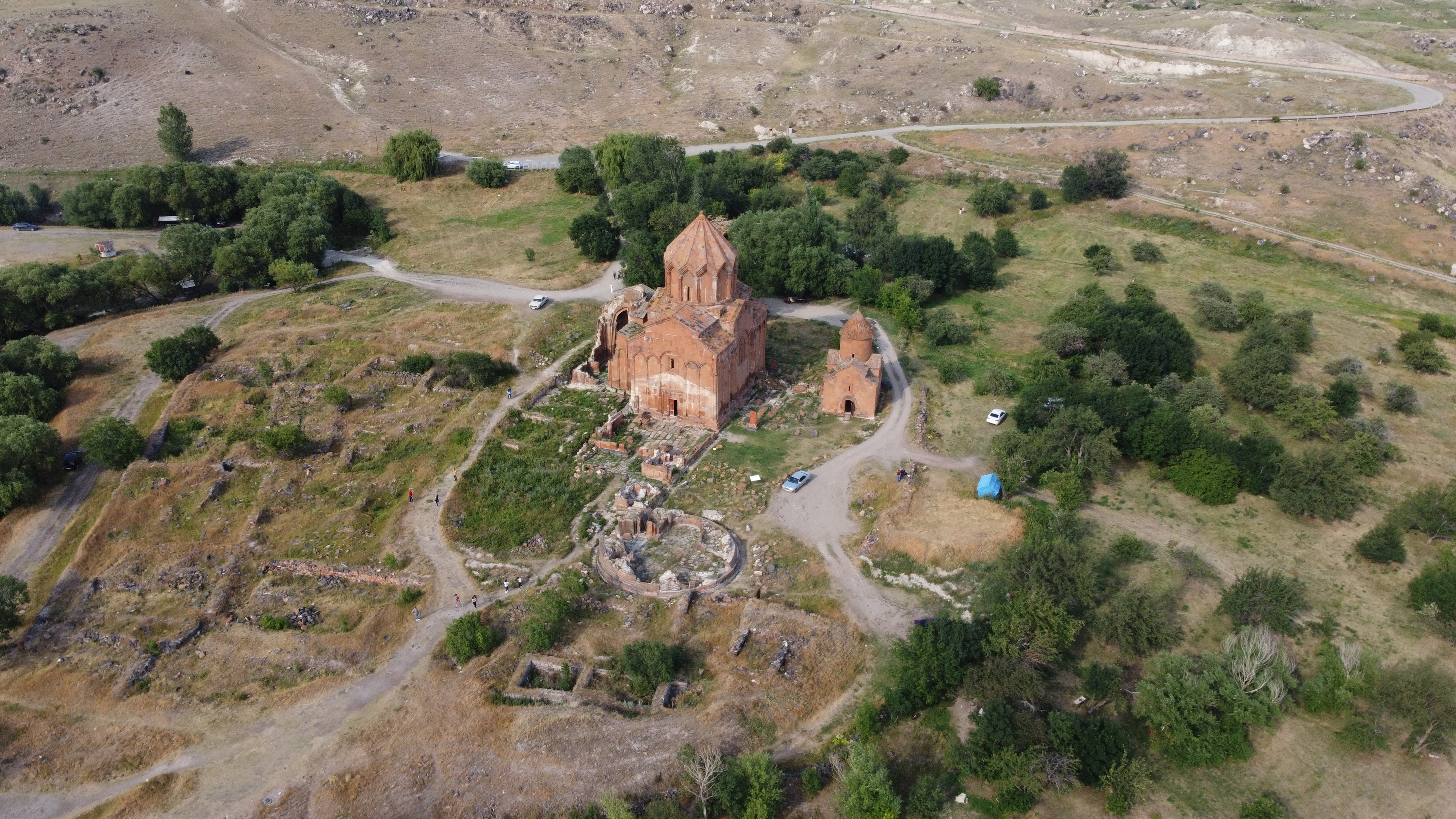
Общий вид комплекса
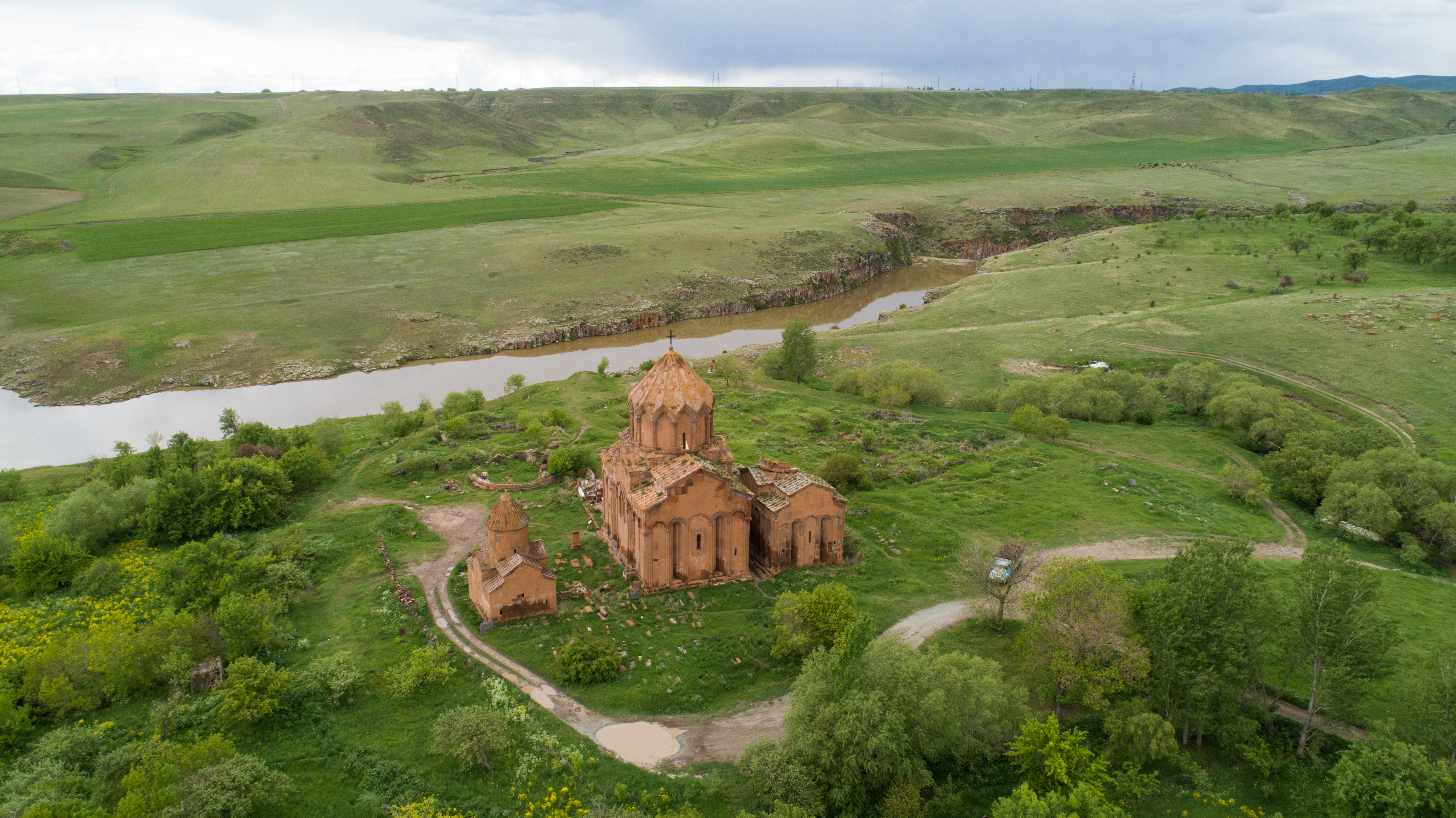
Вид на реку Ахурян
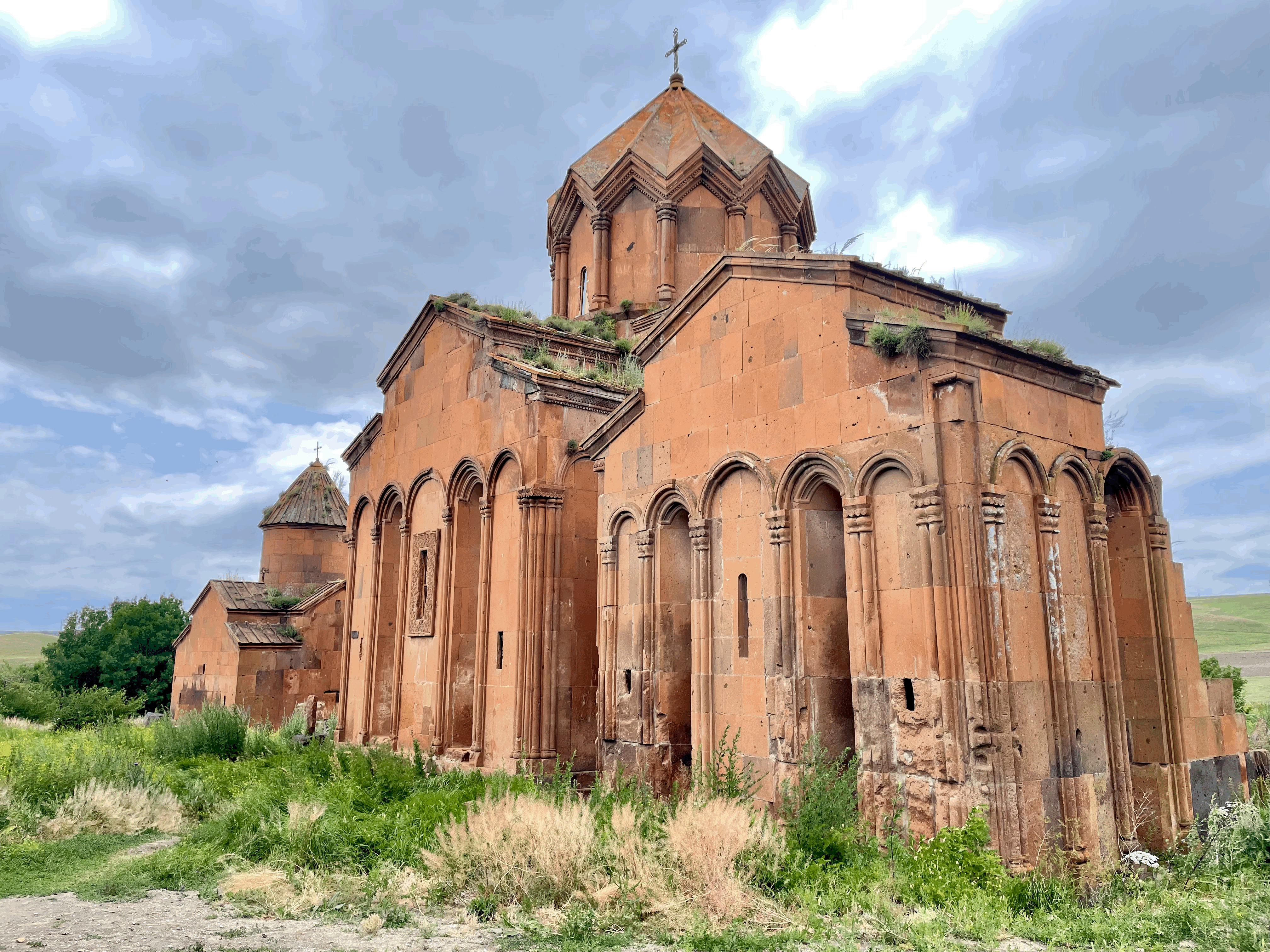
Общий вид комплекса
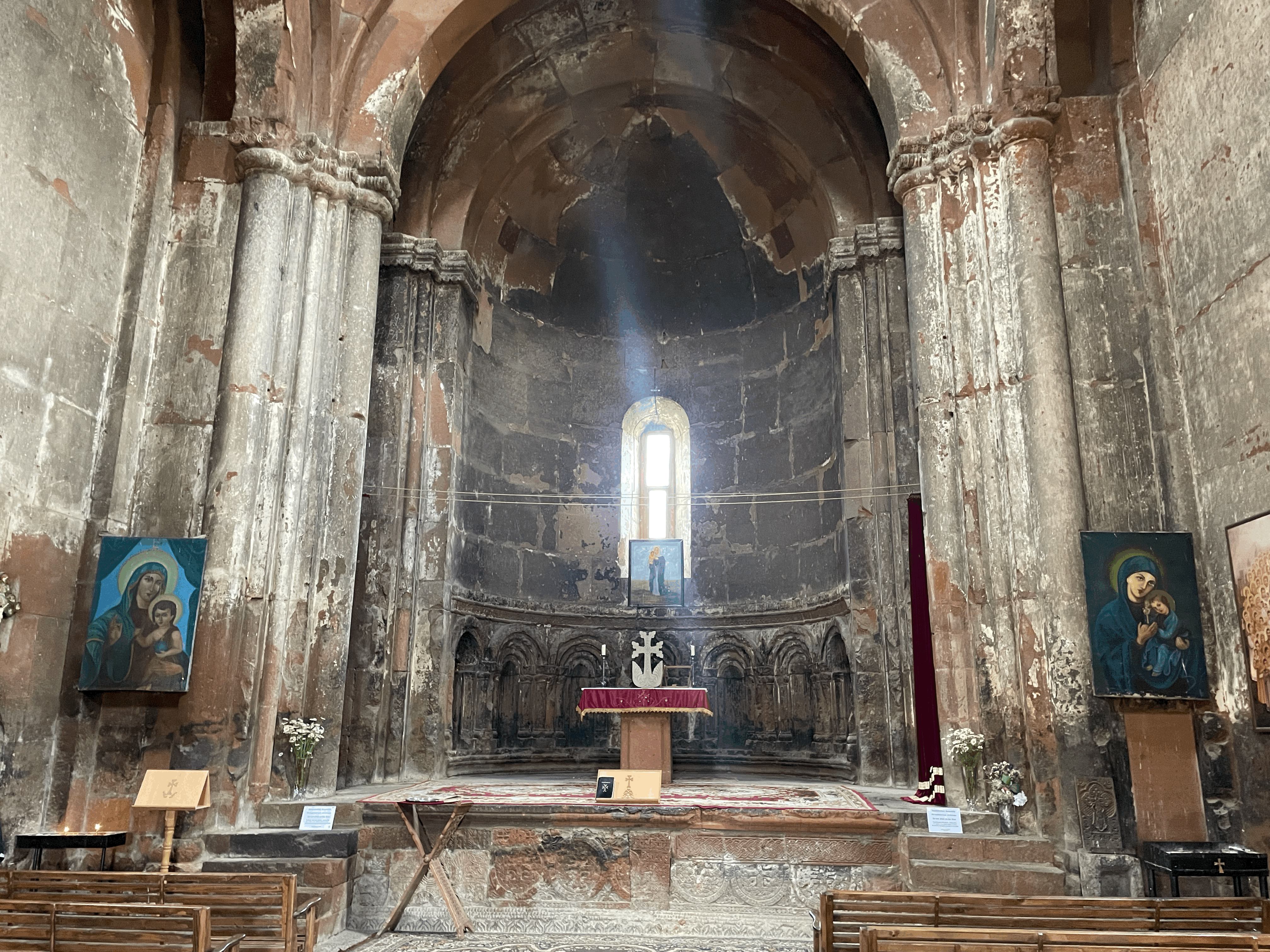
Внутри главной церкви (Святого Стефана)
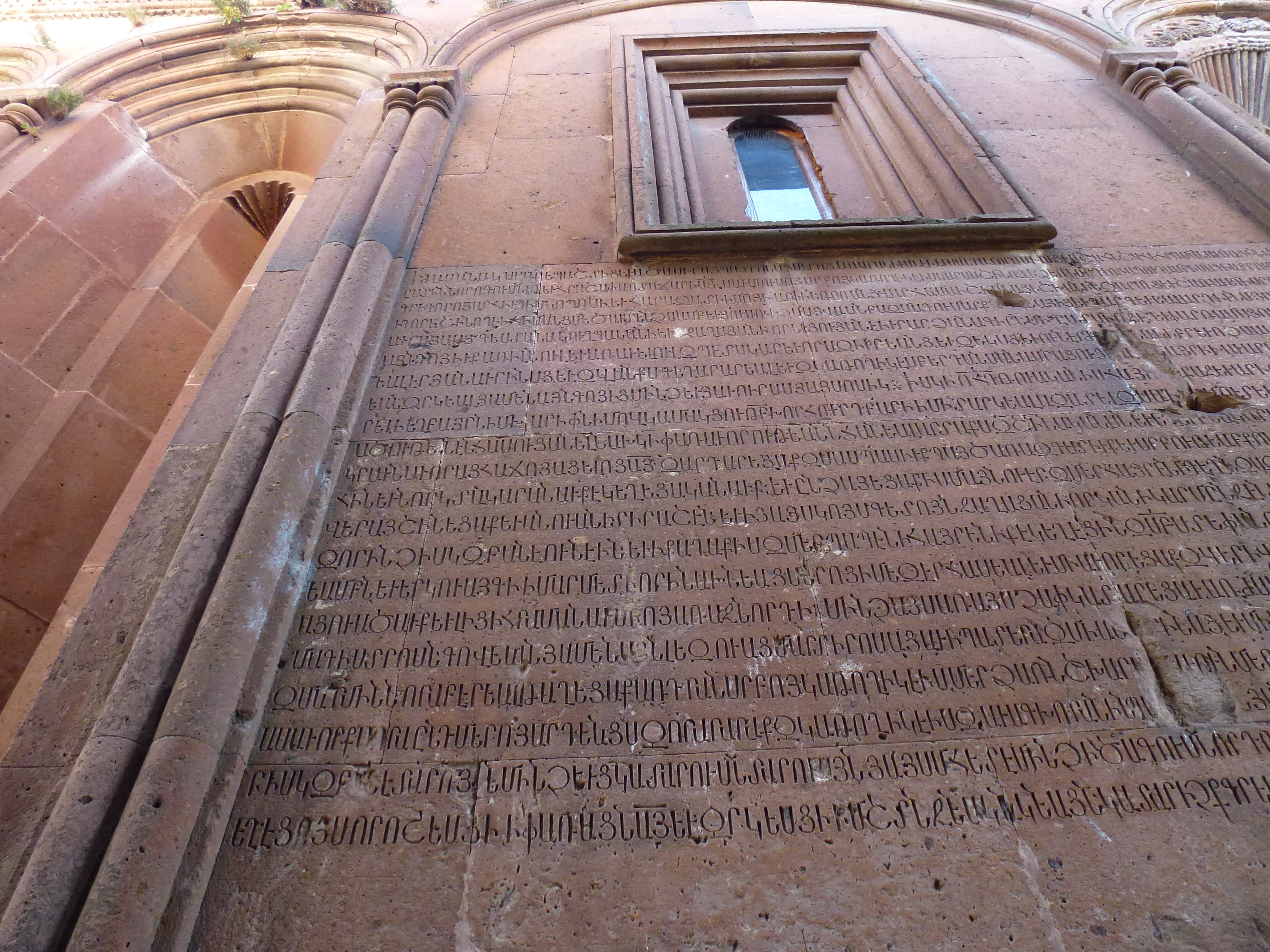
Надписи на древнеармянском на стене главного храма
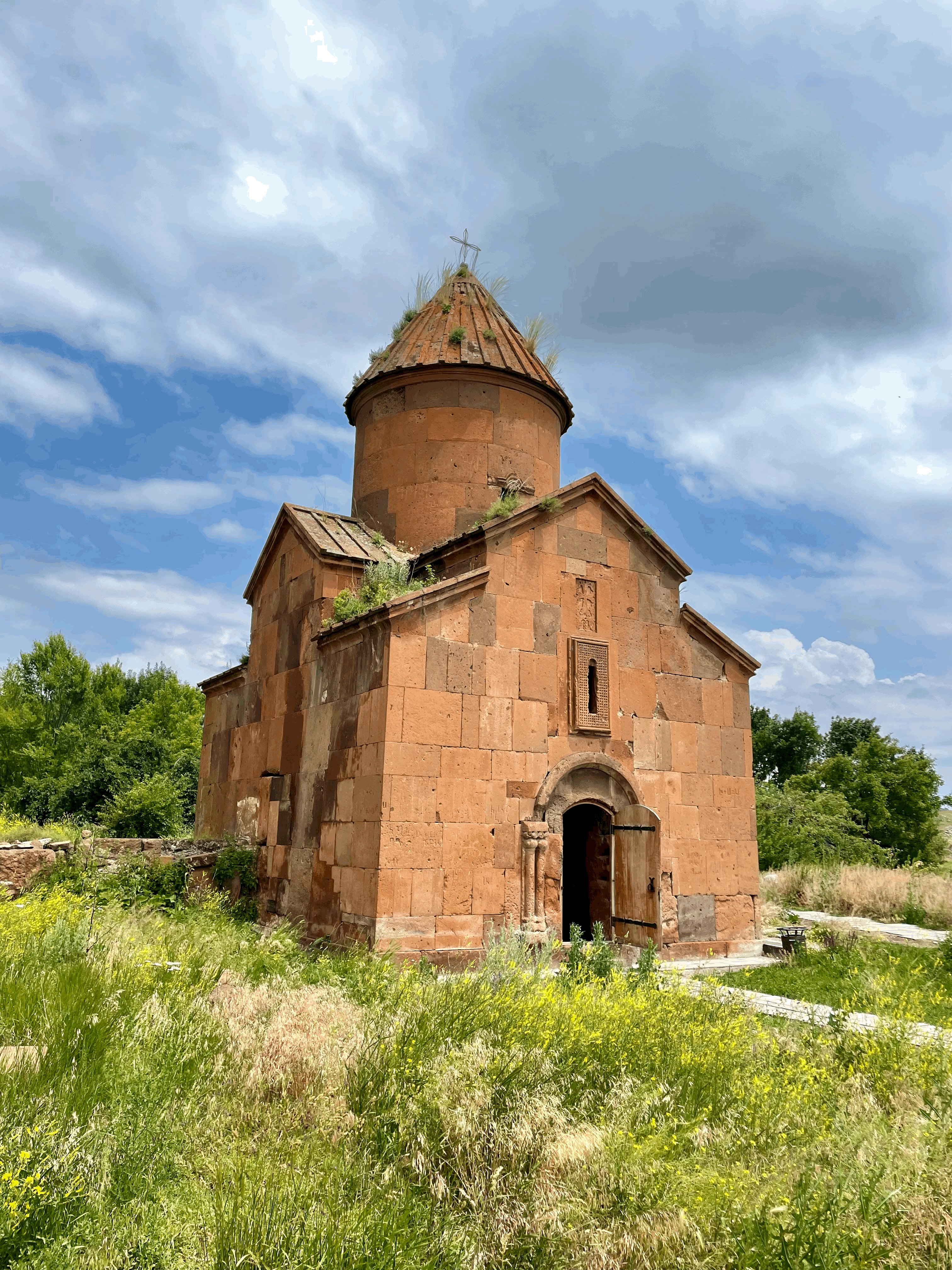
Церковь Святой Богородицы (Сурб Аствацацин)
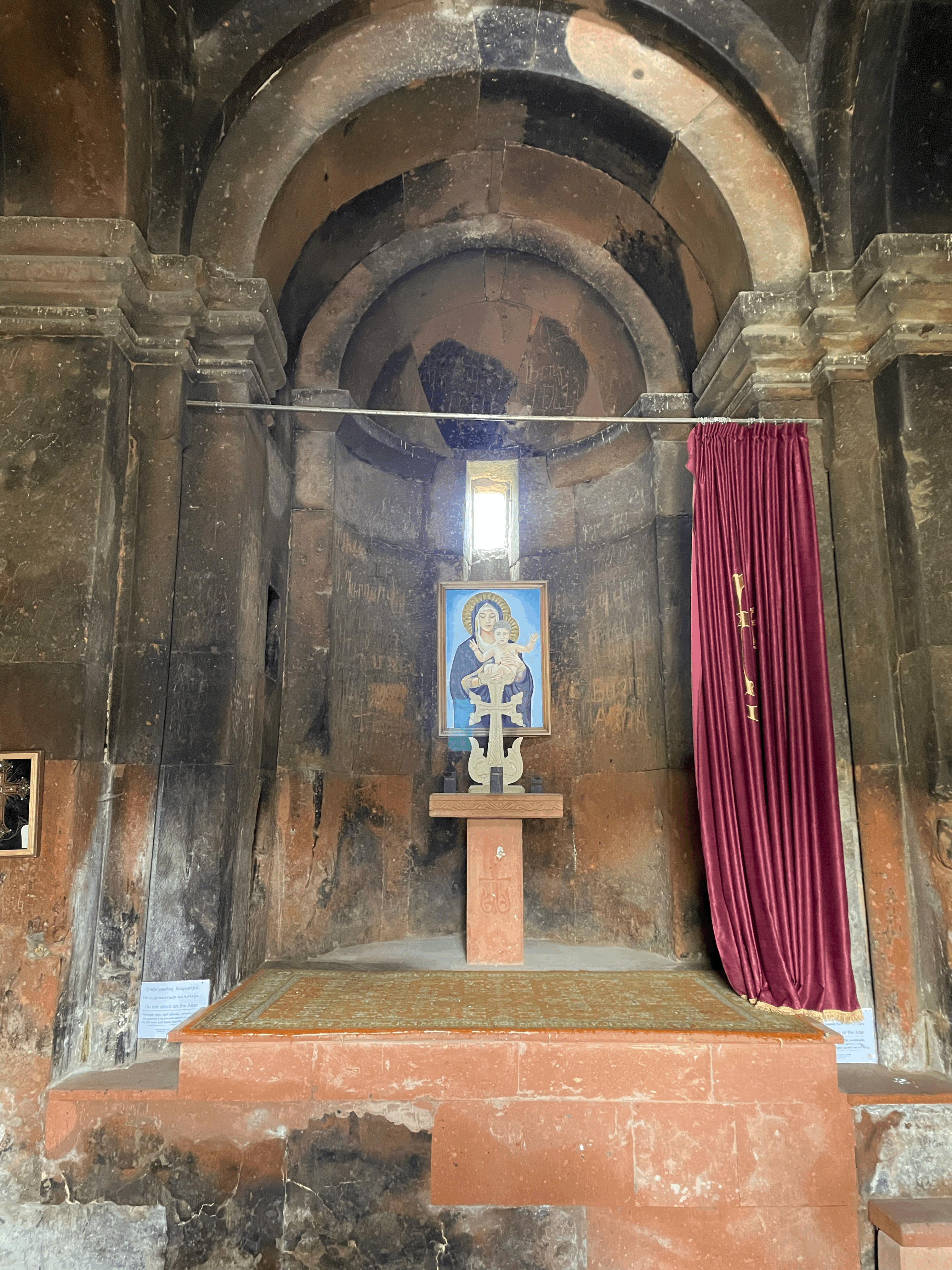
Внутри церкви Святой Богородицы
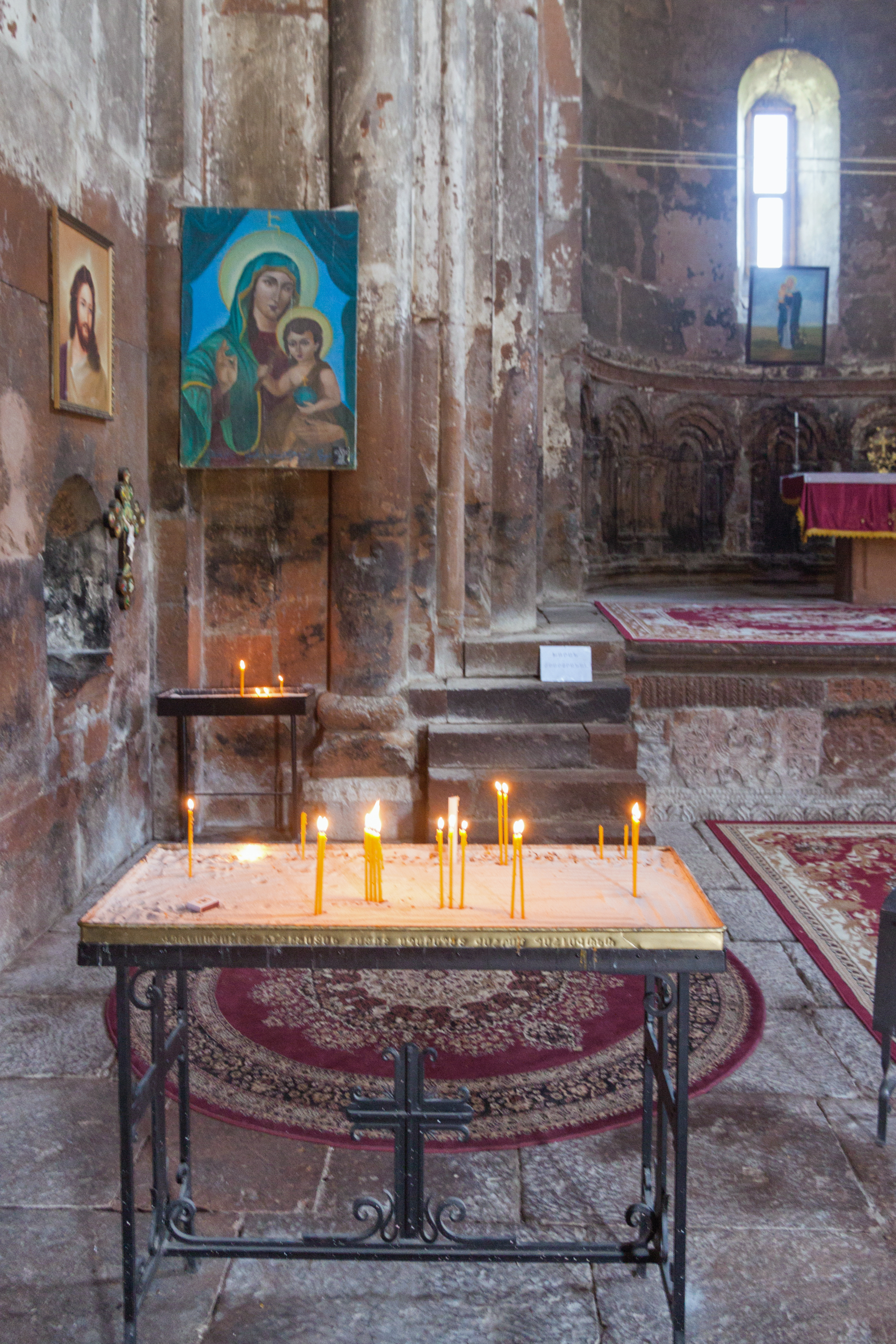